# Nørre Nebel Kirke
Nørre Nebel Kirke er en romansk landsbykirke i Nørre Nebel Sogn i Varde Kommune. Kirken er bygget omkring år 1200 med det klassiske størrelsesforhold 1:2 mellem kor og skib. Skibet blev allerede ca. 1250 forlænget mod vest, og koret blev i gotisk tid forlænget mod øst. De oprindelige øst- og vestmure er markeret i gulvet. I sengotisk tid blev tårn og våbenhus rilføjet. De gotiske kalkmalerier blev reduceret i 1998 ved en hovedreparation af koret. I kirken findes en gotisk fløjaltertavle med 16 udskårne figurer fra 1475 og med en renæssanceramme fra 1625. Bondekunstneren Meckel Tuesens udskæringer i stolegavlene er fra 1576 og har fantasifuldt varierende akantusmotiver og groteske ansigtsmasker. Kunstnerens eget og giverens navn er skåret på de to stolegavle mest mod vest, og den samtidige herremands Laurits Barfod og hans kone Annes på de to mod øst. Under mandens forbogstaver "L.B." findes slægtens våbenskjold med den bare fod.

## Eksterne kilder og henvisninger
- Wikimedia Commons har flere filer relateret til Nørre Nebel Kirke
- Om Nørre Nebel Kirke Arkiveret 17. august 2016 hos  Wayback Machine hos blaabjergkirker.dk
- Nørre Nebel Kirke hos KortTilKirken.dk
- Nørre Nebel Kirke i bogværket Danmarks Kirker (udg. af Nationalmuseet)